# Арцене
Арцене (італ. Arzene, вен. Arzene) — колишній муніципалітет в Італії, у регіоні Фріулі-Венеція-Джулія,  провінція Порденоне. З 1 січня 2014 року Арцене є частиною новоствореного муніципалітету Вальвазоне-Арцене.
Арцене розташоване на відстані близько 460 км на північ від Рима, 85 км на північний захід від Трієста, 15 км на північний схід від Порденоне.
Населення — 1819 осіб (2014).
Щорічний фестиваль відбувається 29 вересня. Покровитель — святий Архангел Михаїл.

## Демографія
Населення за роками:

Станом на 31 грудня 2010 року в муніципалітеті офіційно проживало 210 іноземців з 25 країн, серед них 54 громадяни країн Євросоюзу та 11 громадян України.

## Сусідні муніципалітети
- Казарса-делла-Деліція
- Сан-Джорджо-делла-Рикінвельда
- Сан-Мартіно-аль-Тальяменто
- Вальвазоне
- Цоппола